# Sudamericano Juvenil B de Rugby
El Sudamericano Juvenil B de Rugby es la competencia anual de la división B (2.º nivel) del deporte por debajo del Sudamericano Juvenil A de Rugby y organizada por Sudamérica Rugby (SR) exConfederación Sudamericana de Rugby (CONSUR) desde el 2008 para jugadores menores de 18 años (M18). Los equipos que se consagraron campeones son, Brasil que obtuvo los 2 torneos que disputó, Paraguay que logró los 3 torneos disputados y las otras 6 ediciones las consiguió Colombia, 3 de ellas en forma consecutiva.

## Sistema de disputa
Se juega en régimen de todos contra todos a una sola rueda. El equipo que consiga más puntos en la tabla de posiciones se consagra campeón y tendrá derecho a un partido frente al último clasificado de la división A para subir a ese nivel

## Campeonatos

### Torneo M18
| Edición | Año  | Sede           | Campeón  | 2.º puesto | 3.º puesto | 4.º puesto |
| ------- | ---- | -------------- | -------- | ---------- | ---------- | ---------- |
| I       | 2008 | S J dos Campos | Brasil   | Colombia   | Perú       | Venezuela  |
| II      | 2009 | Lima           | Colombia | Perú       | Venezuela  |            |
| III     | 2010 | Medellín       | Colombia | Perú       | Venezuela  | Costa Rica |
| IV      | 2011 | Lima           | Colombia | Venezuela  | Perú       | Costa Rica |
| V       | 2012 | Valencia       | Brasil   | Colombia   | Venezuela  | Perú       |
| VI      | 2013 | Luque          | Paraguay | Colombia   | Perú       | Venezuela  |
| VII     | 2014 | Lima           | Colombia | México     | Perú       | Venezuela  |
| VIII    | 2015 | Riohacha       | Colombia | Venezuela  | México     | Perú       |
| IX      | 2016 | Chiclayo       | Colombia | México     | Perú       | Venezuela  |

### Torneo M19
| Edición | Año  | Sede      | Campeón  | 2.º puesto | 3.º puesto | 4.º puesto |
| ------- | ---- | --------- | -------- | ---------- | ---------- | ---------- |
| X       | 2017 | Riohacha  | Paraguay | Colombia   | Venezuela  | Perú       |
| XI      | 2018 | Tres Ríos | Perú     | Costa Rica | Guatemala  | Panamá     |

### Torneo M20
| Edición | Año  | Sede     | Campeón  | 2.º puesto | 3.º puesto |
| ------- | ---- | -------- | -------- | ---------- | ---------- |
| XII     | 2022 | Asunción | Paraguay | Brasil     | Colombia   |
| XIII    | 2023 | Asunción | Paraguay | Brasil     | Colombia   |

## Posiciones
Número de veces que las selecciones ocuparon cada posición en todas las ediciones.
| Equipo     | Campeón | 2.º puesto | 3.º puesto | 4.º puesto |
| ---------- | ------- | ---------- | ---------- | ---------- |
| Colombia   | 6       | 4          | 2          |            |
| Paraguay   | 4       |            |            |            |
| Brasil     | 2       | 2          |            |            |
| Perú       | 1       | 2          | 5          | 3          |
| Venezuela  |         | 2          | 4          | 4          |
| México     |         | 2          | 1          |            |
| Costa Rica |         | 1          |            | 2          |
| Guatemala  |         |            | 1          |            |
| Panamá     |         |            |            | 1          |